# Rafael José Verger
Fray Rafael José Verger y Suau (Santañí, Baleares, 10 de octubre de 1722 - Monterrey, 5 de julio de 1790) fue un religioso mallorquín, segundo obispo de la Diócesis de Linares, ahora Arquidiócesis de Monterrey, en el Nuevo Reino de León.

## Datos biográficos
Nació el 10 de octubre de 1722 en la villa de Santañí en Mallorca, España. Estudió en la ciudad de Palma, donde tomó en el derruido Convento de Jesús el hábito franciscano en 1738. Poco tiempo después tuvo la oportunidad de trasladarse a México, a donde llegó el 2 de abril de 1750. 
El rey Carlos III de España lo postuló ante el Papa Pío VI como candidato para la vacante de Obispo del Nuevo Reino de León en 1781. Dos años después, el 22 de junio de 1783, recibió la confirmación para dicho cargo por parte de Alonso Núñez de Haro y Peralta, arzobispo de México y virrey de la Nueva España.
Llegó a la ciudad de Monterrey en diciembre de ese mismo año con cincuenta misioneros. Tiempo después se puso al frente del proyecto de construcción del Palacio de Nuestra Señora de Guadalupe, también conocido como El Obispado, en la loma de la Chepe Vera. Dicho edificio posteriormente se convertiría en escenario de diversas batallas. Murió en su Palacio el 5 de julio de 1790 y está sepultado en la Catedral Metropolitana de Monterrey.
Un dato que es necesario conocer de Fray Rafael José Verger es que estuvo en Linares en los meses de enero y febrero de 1784, en donde bautizó a una cantidad considerable de cristianos y tuvo el valor de enfrentar el tránsito entre Monterrey y Linares plagado entonces por las naciones de indios Piedras y Camidas, encabezadas por Pedro José y Juan José Montes, que sembraron de terror y miedo los caminos del Nuevo Reino de León.
Algo que queda en el tintero para cuando se escriba la historia de Linares es que en el tiempo que estuvo Verger ahí, la incipiente sociedad linarense ardía en chisme y cuento por los amores ilícitos entre María del Valle y Pedro Regalado Gonzales de los Reyes. Innumerables murmuraciones y chismes se tejieron acerca de ese penoso asunto, que ocupó muchas horas de café en las tertulias del caserío, que culminaron con la construcción del Templo de la Misericordia para acallar conciencias y terminar con el penoso asunto.

## El Obispado
A Fray Rafael José Verger se le llamó el obispo constructor, dado que a su iniciativa se llevó a cabo la construcción del Obispado. Él fue quien impulsó el levantamiento de una casa de reposo y oración en terrenos que le fueron concedidos por el Ayuntamiento de la ciudad de Monterrey en 1787. El motivo que Verger tuvo para edificarlo fue el deseo de dar trabajo a la gente de la población, pues cuando se inició la obra, la pérdida de las cosechas, debida a una tardía helada, había dejado a todos los agricultores humildes en la mayor pobreza.
Después de la muerte de Fray Rafael José Verger y a partir de la Independencia, el Obispado se utilizó como fortaleza militar, teniendo un papel destacado en la defensa de la ciudad durante la Invasión Americana (1846), la Intervención Francesa (1864), la Revuelta de la Noria (1871) y la Revolución Mexicana (1913 y 1914). 
El edificio, sin embargo, sufrió algunas modificaciones y pasó por épocas de completa ruina y abandono, siendo también utilizado como lazareto durante las epidemias de 1898 y 1903, y como cabaret en 1920.
El Obispado destaca por sus grandes dimensiones, así como por la solidez y altura de sus muros. La talla de su fachada principal en estilo barroco y su estípite (columna o pilastra copiramidal invertida) hacen resaltar la grandiosidad de la cúpula que posiblemente fue terminada entre 1853 y 1857. En la capilla, rematada por la cúpula, se veneraba antiguamente una imagen de la Virgen de Guadalupe colocada en un elegante altar, pero en 1816 el General Arredondo ocupó el edificio como cuartel y desde entonces dejó de servir al culto religioso.
El edificio está construido en piedra sillar, un material característico de la región, y es una de las pocas muestras de la arquitectura virreinal que aún se conservan en el noreste de México.
En el año 1949 fue nombrado por el ayuntamiento hijo ilustre de su localidad natal, Santañí (Mallorca).